# 曾禰好忠
曾禰好忠（日语：〔〕或〔〕／ Sone no Yoshitada */?，930年—1003年）是日本平安時代中期的官人和歌人，官位是從六位下丹後掾，中古三十六歌仙和《百人一首》歌人之一，有94首作品收錄於敕撰和歌集。東京國立博物館館藏《曾根好忠集斷簡》在1941年4月1日獲文化廳指定為重要美術品。

## 生平
好忠父母的名稱和生卒日期均不明，不過根據《曾丹集》中「好忠百首」的序記載，他當時已經年過三十，而且《惠慶集》百首歌的序也提道百首歌是好忠在天德末年（960年或961年）時所創，因此逆算後可以得知他大概生於延長8年（930）或再早幾年，文獻上已知最後出現在長保5年5月15日（1003年6月17日）舉行的太政大臣殿三十講歌合，也就是說他至少活到70歲以上。 
貞元2年8月16日（977年10月1日）舉行的三條左大臣前栽合（又稱三條左大臣家歌合）當天，他作為歌人雖然沒有受到邀請，但是之後他奉命獻上兩首以秋天夜色為題材的和歌以及序文。天元4年4月26日（981年6月1日）舉行的小野宮右衛門督家歌合（又稱小野宮右衛門督君達歌合、故小野宮右衛門督齊敏君達謎合或謎謎合）中，他則創作了一首和歌。寬和2年（986年）舉行的內裏歌合以及長保5年5月15日（1003年6月17日）舉行的太政大臣殿三十講歌合，他則分別創作了三首和歌。
永觀3年2月13日（985年3月7日），按《今昔物語集》記載，他在沒有獲得邀請的情況下，自行出席了圓融院的子之日御遊，並且身穿狩衣與平兼盛、紀時文、清原元輔和源重之等受邀的歌人一同列席，最終在藤原兼家和藤原朝光命令下，數名下級貴族和殿上人拉扯著好忠的衣領，將他趕離場外，《大鏡》則記載是由藤原實資和藤原朝光下令。不過，按《小右記》記載，當日他其實是有受邀參加的。此外，好忠長期受到平安貴族排斥和蔑視，按《袋草紙》記載，他由於長期擔任丹後掾而被人稱為曾丹後掾、曾丹後或曾丹，對此他嘆息到不知何時可能會被人叫作（的縮寫）。

## 和歌
- 《小倉百人一首》曾禰好忠
菱川師宣繪本
- 《小倉擬百人一首》
曾禰好忠 薄雪姬（日语：薄雪物語）
歌川廣重的浮世繪

好忠總共有94首和歌收錄於敕撰和歌集，概念上雖然繼承了《古今和歌集》，但是在用法和語法方面則多採用《萬葉集》的古語、俗語、少有耳聞的花草樹木等等，題材上也以自己懷才不遇的經歷、民俗、生活和愛欲等為主，在當時這種標奇立異的歌風遭到藤原長能的批評，按《袋草紙》記載長能稱其為「狂妄之徒」（狂惑の奴なり）。儘管如此，他與同時期的代表歌人大中臣能宣、源順、源重之和源兼澄等不但關係友好，亦對他們有重大的影響。其中，由好忠所創的百首歌「好忠百首」在和歌史上影響重大，源順、重之和惠慶等人也有參照《好忠百首》來創作各自的百首歌，他為歌壇帶來新氣象的貢獻可媲美和泉式部，其歌風日後則由源俊賴等人所繼承。
《百人一首》的入選作是：
| 《新編國歌大觀》版本 | 全日本歌牌協會版本 | 嵯峨嵐山文華館版本 | 中譯                                        |
| -------------------- | ------------------ | ------------------ | ------------------------------------------- |
|                      |                    |                    | 欲渡由良峽 舟楫無影踪 飄飄何處去 如陷戀情中 |

這首和歌收錄於《新古今和歌集》卷第十一「戀歌一」，《新編國歌大觀》編號是1071，詞書是「題不知」（題しらず）。此歌看來是繼承了《古今集》（《新編國歌大觀》編號611）以及《後撰和歌集》的作品（《新編國歌大觀》編號1090），作為平安時代的作品卻並沒有收錄於《拾遺和歌集》或藤原公任的《拾遺抄》，藤原俊成也沒有採錄此歌，直至《新古今集》才獲得重視，定家也將此歌收錄至《八代抄》以及自筆本《近代秀歌》。
首句的意思是由良的海峽、河口，由良作為歌枕在《萬葉集》時期已有記載（《新編國歌大觀》編號1210），最初是指紀伊國由良（現和歌山縣日高郡由良町由良港一帶），《八雲御抄》等也認為此歌的首句是指和歌山縣的由良，相信在藤原定家的時期他也持同一見解。然而，實質上並沒有和歌以和歌山的由良海峽為題材，那是因為由良作為港口，行船方面理應並不太困難。對此，繼承了好忠歌風的源俊賴以此歌為本歌取，收錄於《散木奇歌集》內的作品（《新編國歌大觀》編號1239）則視由良位於丹後國與謝郡，鑑於好忠長年擔任丹後掾，因此契沖認為僅有此歌中的由良是指位於丹後的由良（現京都府宮津市由良川與若狹灣一帶）。
第二句是指正在渡過（由良）的船夫。第三句中的是指槳，關於的意思，《吉田本古注》、《改觀抄》、《假庵抄》和《百人一首新抄》解讀成（水流把）船槳沖走，《百人一首增注》、《百首異見》、《百人一首一夕話》和《百人一首峯梯》則解讀成船槳被折斷，《經厚抄》和《美濃抄》解讀成丟掉船槳，《宗祇抄》之後的二條派則解釋為失去了船槳。如果將當成是自動詞的話，一般作為格助詞用於他動詞的的用途便存疑。對此，石田吉貞以及鈴木知太郎將其視作間投助詞，石田提出在《古今集》（《新編國歌大觀》編號938和976）以及《後撰集》的作品（《新編國歌大觀》編號192）均有類似的例子。此外，佐佐木信綱、金子武雄和安東次男等人則認為是指楫緒，全句的意思是指綁著船槳的繩子斷掉，第三句為止採用了序詞手法。第四句的意思是不知何去何從，承接了前半部分的同時，也連接了末句，一語雙關。末句的意思是戀情的進展，其中「道」是為了加強與、和的連接而來的緣語，是《新古今集》的寫法，《百人一首》中寫作。此外，九條良經以此歌為本歌取的作品同樣收錄於《新古今集》（《新編國歌大觀》編號1073），萩原朔太郎則形容此歌聲調優美，恍惚感覺到自己乘船後漂流於浪花之間。

## 家集
好忠的家集是《好忠集》，又稱《曾禰好忠集》、《曾丹集》，一卷，由他人撰寫而成，推測成書於平安時代末期（《後拾遺和歌集》至《金葉和歌集》時期），結構上分為「每月集」（又稱三百六十首和歌）、「好忠百首」、「連歌」（つらね歌）、「源順百首」以及後人增補的和歌，以天理大學附屬天理圖書館藏傳二條為氏筆本為例，收錄歌數按順序，「每月集」是368首（其中4首為長歌）、「好忠百首」是102首、「連歌」（つらね歌）是13首、「源順百首」是100首，而後人增補的則是三首，總共586首和歌。其中，大約在天祿2年（971年）寫成的「每月集」以每日一首的方式，再以月份、季節等來劃分，在四季的最初各配置長歌和反歌，以歌日記的形式來反映好忠的生活，整體上以好忠控訴自己懷才不遇為基礎。其次，「好忠百首」是他在30多歲時候所創的百首歌的最初的成品，一開始是韻文序，然後是四季歌以及戀歌（春天11首，其餘各10首）、從習字歌《安積山》和《難波津》各取一字構成的藏頭歌31首、以天干、神和方位為題材的物名歌20首。其三，「連歌」（つらね歌）是指將前一首和歌的末句當成是下一首和歌的首句，以接龍的方式串連下去的作品，家集同時記載道他將這些「連歌」獻給了圓融院。其四，「源順百首」是呼應了「好忠百首」形式的百首歌，關於作者的說法，分為源順和好忠兩派，以源順為作者的說法較為有力。最後由後人增補的和歌則推測是在家集成書後才補上。
家集分為三系統，彼此之間差異不大，推測本身均源於同一版本。首先，第一系統是流布本系，由於流傳得最為廣泛而得名，總共收錄了586首和歌，其中有4首是為長歌，以天理大學附屬天理圖書館藏傳二條為氏筆本為首，傳二條為氏筆本是在鎌倉時代中期手抄自葉室光俊藏書的版本，為完整的《好忠集》中歷史最悠久且狀態良好的版本，為一冊長23.6厘米，寬18.6米的列帖裝，封面是縹色墨流鳥之子紙，估計曾經在近世中期時改裝過。正文同樣採用鳥之子紙，一面十行，詞書和序隔兩個空格，和歌則以一首兩行的形式寫成。此外，桃園文庫本、尊經閣文庫本、狩野文庫本、《群書類從》本、元祿八年版本（契沖）、寶永元年版本和文化年間版本（《標注曾丹集》）均屬於此系統。第二系統是異類本系（異本系），以宮內廳書陵部藏傳冷泉為相筆本為首，成書於鎌倉時代末期，收錄歌數是583首，內容結構上與第一系統差異不大，《新編國歌大觀》在編寫時以傳冷泉為相筆本為基礎修補了第479首至第482首和歌，其中第481首和歌本來並不存在於傳二條為氏筆本，高松宮家藏本和谷山茂藏本也屬於此系統。第三系統是古筆切，又稱為曾丹集切，分為卷子本切和枡形本切，成書於平安時代末至鎌倉時代初之間，傳出自於西行手筆，正文與第二系統較為接近，卷子本總共有11面106首，枡形本切則是3面6首，總共為14面112首。另外，《新編國歌大觀》和《私家集大成》以傳二條為氏筆本為底本，《私家集大成》另外以《曾禰好忠全集（上）（下）》的版本同時收錄了古筆切，《平安鎌倉私家集》則以傳冷泉為相筆本為底本。

### 註解
1. ↑  三十講是指將《法華經》28部，加上開經《無量義經》以及結經《普賢經》，總共30部經文，每天講解一部或早晚各講解一部，為期一個月或半個月的法會[3]。
2. ↑  前栽合是指將參加者分成左右兩邊，以各自創作的前栽以及和歌來分出勝負的歌合[5]。
3. ↑  謎謎合是指將參加者分成左右兩邊，互相通過解答謎題的方式來定勝負的遊戲，有時會以歌合的形式進行[6]。
4. ↑  子之日的意思是子日，尤其指正月最初的子日[9]，御遊則是指在宮中舉行的管絃、催馬樂或吟誦等的大會[10]。
5. ↑  詞書是指該和歌的主題和寫作動機等相關事宜[19]，題不知則是指相關事宜不明，亦有可能是因為沒有記錄的價值而省略掉[20]。
6. ↑  物名歌是將某些事物隱藏於和歌內的作品[29]。
7. ↑  枡形本是指像枡（日语：枡）一樣呈正方形的書[30]。

## 外部連結
- . 國際日本文化研究中心和歌數據庫 （日语）.